# Stoecharthrum burresoni
Stoecharthrum burresoni är en djurart som beskrevs av Kozloff 1993. Stoecharthrum burresoni ingår i släktet Stoecharthrum, och familjen Rhopaluridae. Inga underarter finns listade i Catalogue of Life.